# سعيدة التميمية
سعيدة التميمية وهي حسب روايات أهل البيت قاتلة محمد المهدي الإمام الثاني عشر والأخير للشيعة الاثني عشرية الذي سيأتي «ليملأ الأرض قسطًا وعدلًا بعدما ملئت ظلمًا وجورًا».

## نسبها
حسب الروايات هي من قبيلة بني تميم.

## حياتها وقتلها للمهدي
تتنوع الحكايات عن حياتها ولقد اشتهر بين علماء الشيعة ومحدثيهم كلام رسول الله حيث قال: (إن هذا الأمر يملكه اثنا عشر إماماً من ولد علي وفاطمة، ما منّا الا مسموم أو مقتول). وان الإمام المهدي هو أحد أئمة أهل البيت وخاتمهم، فيشمله هذا الحديث، فانه يترك الحياة الدنيا بسبب القتل أو السم. أما القتل، فلم نجد في المصادر الموجودة ـ عندنا ـ شيئا يدل على ذلك سوى ما ذكره اليزدي  بدون ذكر المصدر، قال: (... وممّا ينفي اعتقاده: رجعة محمد وأهل بيته... ـ إلى ان يقول ـ فاذا تمت السبعون سنة، أتى الحجة الموت فتقتله امرأة من بني تميم ـ اسمها سعيدة، ولها لحية كلحية الرجال، بجاون صخر من فوق سطح، وهو متجاوز في الطريق، فاذا مات تولّى تجهيزه... وما ذكرنا هنا ملتقط من روايات الأئمة الأطهار...).
أما السم، فلم نجد في الأحاديث تصريحاً بدس السم إلى الامام المهدي.
وحول دفنه، فالامام الحسين يدفن الامام المهدي،
حيث سئل الامام الصادق عن الرجعة... أحقٌ هي؟ فقال: نعم. فسئل من أول من يخرج؟ قال (عليه السلام): الحسين يخرج على أثر القائم.
قال الامام الصادق: (... ويقبل الحسين فيدفع اليه القائم الخاتم (لعل المقصود من الخاتم هنا: هو خاتم النبي سليمان، باعتبار من مواريث الانبياء), فيكون الحسين هو الذي يلي غسله وكفنه وحنوطه، ويواريه في حفرته 
قال الامام الصادق ـ في تأويل قوله تعالى: (( ثمَّ رَدَدنَا لَكم الكَرَّةَ عَلَيهم )) (الإسراء:6): (... خروج الحسين في سبعين من أصحابه، عليهم البيض المذهبّة... يؤدون إلى الناس: إنّ هذا الحسين قد خرج حتى لا يشك المؤمنون فيه... والحجة القائم بين أظهرهم، فاذا استقرت المعرفة في قلوب المؤمنين أنه الحسين، جاء الحجة الموت، فيكون الذي يغسله ويكفنه ويحنطه ويلحده في حفرته: الحسين بن علي، ولا يلي أمر الوصي إلاّ الوصي).

## مقتلها
لم تُحدّد المصادر تاريخ وفاتها فبعض الروايات نشير ان الإمام الحسين يقتلها ولكنّها ضعيفة والروايات الاوثق تقول أنها ترجم حتى الموت.